# Oronoz
Oronoz est un village situé dans la commune de Baztan dans la Communauté forale de Navarre, en Espagne. Il est considéré comme un quartier d'Oronoz-Mugairi.
Oronoz est situé dans la zone linguistique bascophone de Navarre.